# 조너선 에드워즈 (육상 선수)
조너선 데이비드 에드워즈 CBE(영어: Jonathan David Edwards CBE, 1966년 5월 10일~)는 영국의 전직 육상 선수로 주 종목은 세단뛰기이다. 현역 시절 영국과 잉글랜드 국가대표 선수로 활약하여 올림픽(2000), 세계 선수권 대회(1995, 2001), 유럽 선수권 대회(1998), 코먼웰스 게임(2002)에서 모두 금메달을 획득하면서 린퍼드 크리스티 이후 주요 육상 국제 대회를 제패한 두번째 영국 선수가 되었다. 1995년에는 윌리 뱅크스가 보유한 남자 세단뛰기 세계 신기록을 세웠으며 이 기록은 현재까지 유지되고 있다.
현역 은퇴 후 영국방송공사 소속 육상 해설자로 일했으며, 여러 방송 프로그램에 출연하기도 했다. 또한 2012년 하계 올림픽 조직위원회의 위원으로 활동했다.